# Barkeria
Barkeria, viết tắt Bark trong thương mại làm vườn, là một chi lan có nguồn gốc từ México, gồm khoảng 15 loài. Chi này từng được xem là một phần trong chi Epidendrum.
Chi này gồm những loài lan có lá rụng vào mùa đông. Chúng được tìm thấy tại những vùng rậm rạp khô ráo thuộc Trung Mỹ ở độ cao vừa phải.

## Các loài
- Barkeria barkeriola Rchb. f. (Mexico)
- Barkeria dorotheae Halb.
- Barkeria fritz-halbingeriana Soto Arenas
- Barkeria lindleyana Bateman ex Lindl. (Mexico, Costa Rica)
  - Barkeria lindleyana var. lindleyana Rchb. f.
  - Barkeria lindleyana subsp. vanneriana (Rchb. f.) Thien
- Barkeria melanocaulon A. Rich. & Galeotti (Mexico)
- Barkeria naevosa (Lindl.) Schltr. (Mexico)
- Barkeria obovata (C. Presl) Christenson (Mexico, Costa Rica, El Salvador, Guatemala, Honduras)
- Barkeria palmeri (Rolfe) Schltr. (Mexico)
- Barkeria scandens (La Llave & Lex.) Dressler & Halb. (USA, Mexico)
- Barkeria schoemakeri Halb.
- Barkeria skinneri (Bateman ex Lindl.) A. Rich. & Galeotti (Guatemala, Mexico)
- Barkeria spectabilis Bateman ex Lindl. (El Salvador, Mexico, Guatemala, Honduras)
- Barkeria strophinx (Rchb. f.) Halb.
- Barkeria uniflora (La Llave & Lex.) Dressler & Halb.
- Barkeria whartoniana (C. Schweinf.) Soto Arenas

## Hình ảnh

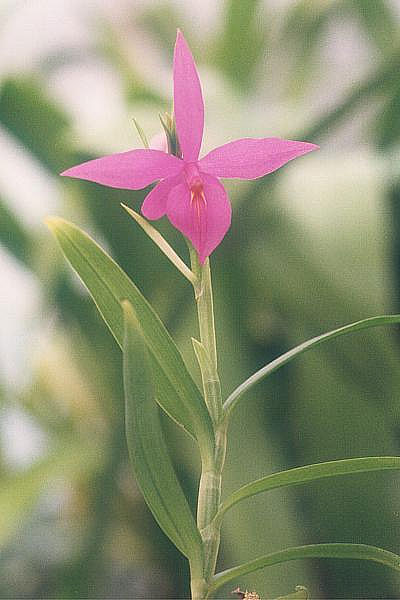
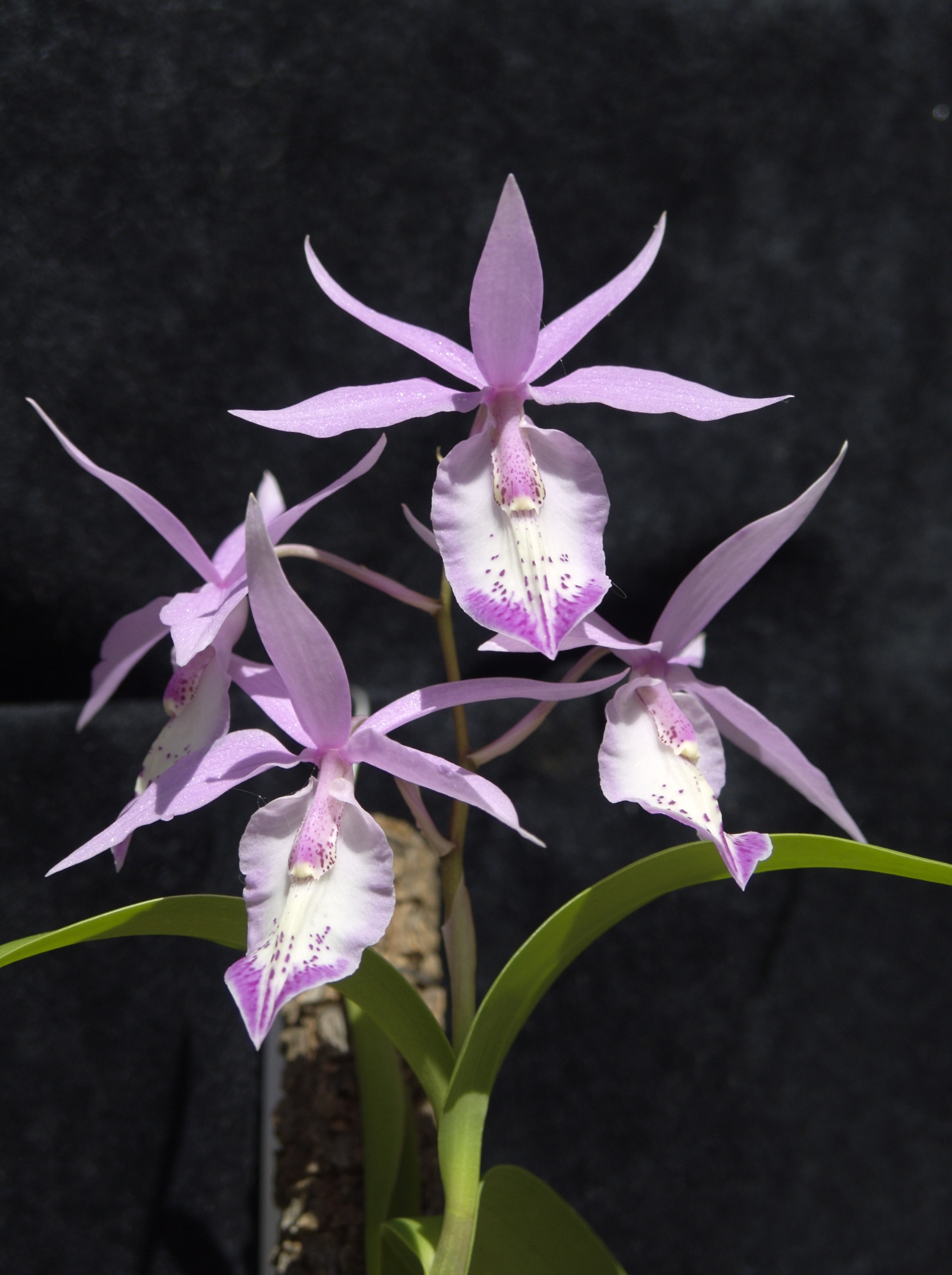